# Iglesia de Santo Domingo (La Iruela)

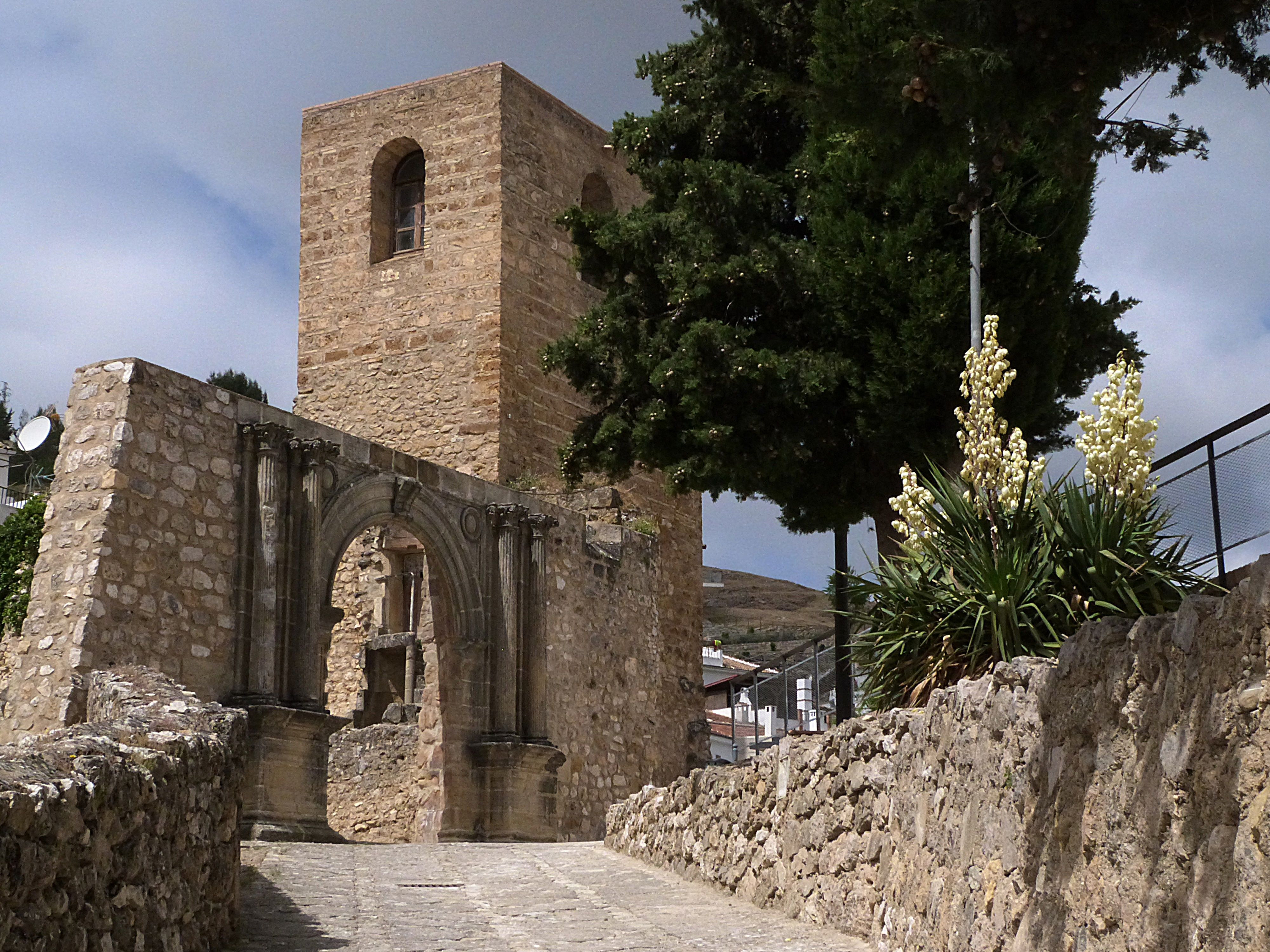
Entrada a las ruinas de la iglesia de Santo Domingo (La Iruela).

La Iglesia de Santo Domingo es un templo construida en tiempos de la Reconquista bajo la advocación de Santo Domingo de Silos, redentor de cautivos, siendo la primera sede de la antigua Parroquia Mayor del municipio de La Iruela, en la provincia de Jaén, comunidad autónoma de (Andalucía, España). 

## Historia
En el siglo XVI el viejo templo fue reemplazado por uno nuevo conforme a los cánones renacentistas, al que pertenecen las bellas ruinas que hoy día pueden contemplarse. Construcción patrocinada por la familia de los Cobos, en su construcción trabajaron discípulos de Andrés de Vandelvira, y en 1538 las obras estaban dirigidas por Rodrigo de Gibaja, maestro de la iglesia de Santa María de Quesada, y de la Colegial de Baza, ambas también en la provincia de Jaén. 
La elección del sitio para la edificación de Santo Domingo planteaba serios problemas arquitectónicos al ser un lugar con construcciones antiguas y una topografía difícil. Esta elección muy al gusto de los gustos y retos de la familia de los Cobos, la cual demuestra no tener reparos a la hora de constituirse como mecenas de construcciones en lugares que representaban un desafió para los maestros canteros y de obras, sirva de ejemplo por estos años la construcción del palacio-castillo de Sabiote o la iglesia de Santa María de Cazorla. Es el espíritu del Renacimiento, la capacidad racional del Hombre ante cualquier adversidad.
El 4 de junio de 1810 el templo fue incendiado por los invasores franceses, quedando prácticamente destruido, y aunque se realizaron varios intentos de reconstrucción, nunca llegaron a concluirse. Su recinto fue utilizado como cementerio parroquial hasta 1953.

## Descripción
De planta rectangular con tres naves con presbiterio plano. Sobre la torre de la entrada, se levanta la torre-campanario con acceso a través de una escalera de caracol. Las bóvedas y techumbres de las naves han desaparecido, exceptuando las del altar mayor que conserva unas magníficas de medio cañón con casetones, al igual que en las capillas laterales del propio altar, destacando la del lado Este.
La iglesia de Santo Domingo resuelve ciertos elementos arquitectónicos al estilo que la de Santa María de Cazorla aunque más recogidos o discretos. Las plantas son parecidas aunque la de la Iruela es bastante más pequeña.

## Conservación
Actualmente se encuentra abandonada y en estado de ruinas. Su techumbre se ha desplomado y sufre múltiples daños por la vegetación y las inclemencias del tiempo. Las numerosas grietas que se aprecian en sus paredes amenazan peligro de hundimiento total. 